# Sompa
Sompa is een plaats in de Estlandse gemeente Jõhvi, provincie Ida-Virumaa. De plaats heeft de status van dorp (Estisch: küla).

## Bevolking
Het dorp had 82 inwoners op 31 december 2011 en 60 inwoners op 31 december 2021.

## Ligging
Ten zuidwesten van het dorp Sompa ligt het stadsdeel Sompa van de stad Kohtla-Järve.